# Tour Manhattan
Tour Manhattan är en skyskrapa i La Défense i Paris storstadsområde i Frankrike. 
Tour Manhattan byggdes 1975, 110 meter högt, och är det första tornet i La Défense som inte har en parallellepiped form, men vars silhuett är krökt. Faktum är att platserna som planerades i 1964 års plan för två torn av de första generationerna (såsom 24 m × 42 m) så småningom användes för att bygga ett enda torn, vilket förklarar dess ursprungliga form. Det byggdes av Cogedim-gruppen.
En del av Claude Zidis film En fluga i soppan spelades in 1976 på Tour Manhattan, där chefen för den fiktiva cateringgruppen Tricatel sitter.